# Poemi Asolani
 Poemi Asolani  (Poemas Asolanos, em português) é um filme teuto-italiano de 1985, dirigido pelo cineasta Georg Brintrup sobre a vida do compositor italiano Gian Francesco Malipiero.

## Sinopse
No filme, o próprio Malipiero (interpretado pelo ator francês Philippe Nahoun) narra os momentos mais importantes de seu percurso existencial e artístico: “Lembro-me de tudo e procuro essa alegria cruel que me faz sofrer, porque me transporta para um mundo que domina a minha fantasia.” 
Suas primeiras memórias vem de Veneza, sua cidade natal, a cuja tradição musical e teatral ele se sentirá ligado por toda sua vida. Frequentou o Liceo Musicale em Bolonha, onde estudou sob a orientação do maestro Marco Enrico Bossi, mas logo descobriu seus verdadeiros mestres, os antigos compositores italianos: Palestrina, Gesualdo da Venosa, Orazio Vecchi, Claudio Monteverdi e Domenico Scarlatti, sobre os quais aprofundará seus estudos como autodidata.
Aperfeiçoou-se em Berlim e depois em Paris, onde encontra Alfredo Casella. Este o convida para a estreia de um novo balé de Ígor Stravinski, "Le Sacre du Printemps" (A Sagração da Primavera). Naquela noite, como ele mesmo diz, irá acordar de uma "longa e perigosa letargia", adotando um estilo de composição que o distinguirá de todos os outros colegas contemporâneos.
De volta à Itália, durante uma viagem ao interior do Veneto, descobriu a aldeia de Asolo e se apaixonou por ela. Adquiriu, assim, o hábito de voltar lá todos os anos, para passar os primeiros dias de novembro, ficando na casa que mais tarde pertencerá à Eleonora Duse. Nem mesmo durante a Primeira Guerra Mundial interrompe as visitas à aldeia. Na noite de 1° de novembro de 1916, testemunha um espetáculo singular: sob o rugido dos canhões e rumores distantes, ele viu surgir, da neblina da planície paduana, o clarão de grandes fogueiras, iluminadas pelos camponeses. O sentimento profundo que o invadiu estimulou sua criatividade: “Devo confessar que sem querer narrar ou reproduzir, fui forçado a escrever os "Poemas Asolanos", certo de não contradizer a mim mesmo.”  A Primeira Guerra, se por um lado perturbou sua vida, por outro lado, deu-lhe a consciência de que, graças a essa época, conseguiu criar algo inovador, no estilo e na forma de sua arte. As obras desse período, de fato, refletem uma agitação interior profunda e, ao mesmo tempo, um impulso criativo disruptivo. As "Pausas do Silêncio" (Pause del Silenzio) não representam nenhuma tendência, nenhuma intenção que não sejam puramente musicais: “Foram concebidas durante a guerra, quando era mais difícil encontrar o silêncio e, quando, se encontrava, temia-se muito interrompê-lo, mesmo que musicalmente.” 
Em 1923, Malipiero realiza um grande sonho, o de viver no campo para escapar do barulho e buscar, isoladamente, a concentração mais adequada para seu trabalho. Sai, de fato, de Veneza e se estabelece definitivamente em Asolo. Mas mesmo aqui, em sua casa ao pé de uma colina dominada pelo adro de uma igrejinha entre os ciprestes, ele não obtém o silêncio tão desejado. Sem ter como escapar; me sinto como um rato preso na ratoeira. O adro é o lugar mais profanado de Asolo, onde se joga gritando e se grita jogando. Malipiero instalou vidros duplos e fechamentos herméticos na casa e trabalhou principalmente à noite. O ruído para ele assumiu o poder de uma força destrutiva: “A luz pode ser dominada, o ruído não.” 
Se consola com os animais, que considera muito mais musicais. “Sua voz se funde com a natureza, é a própria voz da Terra. O homem, tendo se afastado completamente da natureza, com ela já não se afina mais, nem mesmo quando canta ou acredita cantar.”   Apesar do pesadelo do barulho, Malipiero consegue compor sinfonias, quartetos e músicas para piano. Os primeiros contatos com o público são devastadores: “Críticas ferozes, discordâncias entre os ouvintes. Mas quem escuta sua música? Aqueles que mais odeiam a música são amadores.” 
A crítica não perdoa seu descrédito pela ópera italiana do século XIX. Ainda assim, Malipiero sempre se absteve de tomar qualquer posição "contra". Ele preferiu lutar "pro" qualquer coisa. Ele estava convencido de que a música nos últimos séculos tinha se reduzido gradualmente aos tons maiores e menores. O sistema temperado permitiu, do ponto de vista físico, uma formação do ouvido que não tem mais nada a ver com a musicalidade de um Palestrina ou de um Domenico Scarlatti. Malipiero, portanto, começa - ao lado de suas próprias composições - o longo trabalho de edição das obras completas de Claudio Monteverdi.
No final da existência, ele percebe que ele não tem amor igual a todas às suas criações. Seu teatro parece-lhe uma espécie de "miragem evanescente". No entanto, ele mantém a consciência de ter sempre obedecido, por toda sua vida, um princípio que lhe é indispensável: “Rejeitei inexoravelmente e destruí tudo que era fruto da minha vontade e não do meu instinto.” 

## Músicas
- " San Francesco d'Assisi" - (1926)
- " Impressioni dal vero"  -  (il capinero) (1910)
- " Impressioni dal vero " - (il chiù) (1910)
- " Le sacre du printemps " - de Igor Stravinsky (1913)
- " Impressioni dal vero " - (il picchio) (1915)
- " Poemi asolani " - (1916)
- " Pause del silenzio" - (1917)
- " Rispetti e strambotti " - (1920)
- " Sinfonia n. 1" – (1933)
- " Sinfonia n. 6 " – (1947)
- " L'Orfeide" - (1919-1922)
- " La morte delle maschere" - (1925)
- " Sette canzoni" – (1925)
- " Sinfonia n. 7" – (1948)

## Bastidores
"Poemi Asolani" é o título de uma composição para piano de Gian-Francesco Malipiero (no filme executada por Gino Gorini). Se trata de um filme musical, ou musical não vocal, para o qual foram apenas escolhidas músicas instrumentais, utilizadas como acompanhamento da ação fílmica. A música instrumental de Malipiero é muito cinematográfica e, portanto, particularmente adequada para esse fim. O próprio Malipiero editou a trilha sonora de dois filmes: "Acciaio" (1932) de Walter Ruttmann e "La carrosse d'or" (1953) de Jean Renoir. Nos "Poemi Asolani", as cenas foram criadas de acordo com a música: “Cada enquadramento tem um número preciso de compassos ou notas musicais. A ação dos atores e os movimentos da câmera, de fato, foram regulados de acordo com os tempos e ritmos das obras musicais. Além disso, no filme, os ruídos assumem o mesmo valor de música, analogamente ao que acontece nas composições de Malipiero, muitas vezes inspiradas pelos rumores da vida cotidiana.” 

## Festivais
"Poemi Asolani" foi exibido no Prix Italia 1985, no Festival de Cinema de Salsomaggiore Terme (fora da competição) em 1985 e no Festival Internacional de Oriolo em 1986, onde ganhou o Prêmio de Melhor Fotografia.

## Crítica
Georg Brintrup se aproxima do compositor a uma distância que intriga. Ele se move através dos lugares de sua vida, apresentando ações e gestos, sem palavras, com uma concentração metafórica. Escuta o ritmo da música e o transpõe nos ruídos, por exemplo, das rodas de uma carruagem ou no sussurro das árvores, dos arbustos que movem suas folhas ao vento, ou mesmo nos cortes da montagem, nas panorâmicas e nos zooms. Uma voz, anciã e frágil, recita, sob o fluxo calmo de enquadramentos requintados, textos originais de Malipiero. Brintrup consegue o trabalho raro e árduo de criar o milagre do retrato imaginário de um artista distante no tempo, num fluxo de seqüências sempre distanciadas e com alusões surreais. Ele é bem-sucedido graças à coragem de uma criação experimental, que traça visualmente a história de uma arte verbal e musical. 

(Mechthild Zschau em "Frankfurter Allgemeine Zeitung" de 9.12.1985)
O filme (alemão) conta a vida do compositor através da sua música. É, portanto, um filme "musical", mas não cantado. Tem como singularidade o fato de que as cenas do filme foram criadas em função da música instrumental: cada enquadramento teve desde o início um número preciso de compassos e notas musicais, assim como a ação dos atores e os movimentos da câmera foram regulados de acordo com os tempos e os ritmos das obras musicais. 

(em "La Repubblica" de 31.7.1986)
No filme "Poemi Asolani" do alemão Georg Brintrup, a protagonista foi a fotografia feita por Emilio Bestetti. Um longa-metragem que, ao tratar os temas do tempo e da natureza, inserido nas memórias do músico Gian Francesco Malipiero, fala com cores exasperadamente iluminadas e manipuladas, criando verdadeiras "pinturas" de luz e de intensidade cromática. 

(Gianfranco D’Alonzo)